# Campeonato de Francia de Rugby 15 1910-11
El Campeonato de Francia de Rugby 15 1910-11 fue la 20.ª edición del Campeonato francés de rugby, la principal competencia del rugby galo.
El campeón del torneo fue el equipo de Stade Bordelais quienes obtuvieron su séptimo campeonato.

## Desarrollo

### Cuartos de final
| 5 de marzo de 1911 | FC Lyon | 6 - 5 | US Romans |  |  |

| 5 de marzo de 1911 | Stade Bordelais | 21 - 3 | Stade Nantais |  |  |

| 5 de marzo de 1911 | SCUF París | 6 - 4 | Le Havre AC |  |  |

| 5 de marzo de 1911 | Stade poitevin | 0 - 6 | Tarbes |  |  |

### Semifinal
| 19 de marzo de 1911 | SCUF París | 9 - 5 | Tarbes |  |  |

| 19 de marzo de 1911 | Stade Bordelais | 26 - 0 | FC Lyon |  |  |

### Final
| 9 de abril de 1911 | Stade Bordelais | 14 - 0  | SCUF París | Stade Sainte-Germaine, Bordeaux |  |
|                    |                 | Reporte |            |                                 |  |

| Bandera de Francia      |
| Campeón Stade Bordelais |
| Séptimo título          |